# Sphaerostephanos arbuscula
Sphaerostephanos arbuscula là một loài thực vật có mạch trong họ Thelypteridaceae. Loài này được (Willd.) Holttum miêu tả khoa học đầu tiên năm 1974.